# Mycetophila bipunctata
Mycetophila bipunctata är en tvåvingeart som beskrevs av Friedrich Hermann Loew 1870. Mycetophila bipunctata ingår i släktet Mycetophila och familjen svampmyggor. Inga underarter finns listade i Catalogue of Life.